# Guillermo Plazas Alcid
Guillermo Plazas Alcid (Baraya, 26 de abril de 1936) es un abogado y político colombiano, que se desempeñó en diversos cargos políticos, entre ellos, presidente del Partido Liberal, presidente del Senado, Ministro de Justicia, miembro de la Asamblea Constituyente de 1991 y embajador de Colombia ante la Unión Soviética, Honduras y Nicaragua. 
Uno de los políticos más influyentes del departamento de Huila, ubicado al sur de Colombia, es conocido por el Estadio Guillermo Plazas Alcid de Neiva, el cual lleva su nombre como homenaje ya que fue construido durante la primera de sus tres alcaldías de la ciudad. Fue congresista durante 22 años consecutivos, en los que fue ponente de la Ley para la creación de la Universidad Surcolombiana y sirvió como Presidente del Senado, cargo en el que dio posesión al presidente Julio César Turbay Ayala.

## Biografía
Nació el 26 de abril de 1936 en Baraya, Huila. Hijo de Alfredo Alcid Aljure, de raíces libanesas y Susana Plazas, oriunda de Baraya. 

### Estudios y Activismo Temprano
Cursó estudios en su municipio natal y posteriormente, en la escuela Ricardo Borrero Álvarez de Neiva, graduándose de bachiller del colegio Santa Librada de Neiva. Estudió Derecho en la Universidad del Cauca, en Popayán, ciudad donde fue presidente estudiantil, miembro del Consejo Superior Universitario y miembro del Directorio Liberal de Cauca.

### Juez de la República de Colombia
Tras graduarse de Abogado, se desempeñó como Juez Promiscuo Municipal de El Tambo (Cauca) y de Pitalito (Huila), como Juez Civil del Circuito. En sus memorias sobre su amigo fiel, el poeta papelípola Ángel Sierra Basto, describe así su llegada al Huila:
“Con el fin de cumplir las funciones de juez civil del circuito, llegué a Pitalito procedente de El Tambo, Cauca -donde había desempeñado el cargo de juez promiscuo municipal- la tarde del 7 de abril de 1961; permanecí en tan gratísima ciudad hasta fines de mayo de 1962. A la sazón fungía de alcalde don Héctor Polanía Sánchez, emblemática figura de la región; y personero, don Roberto Molina Vásquez, pareja bipartidista (conservador y liberal, respectivamente), muy a tono con la política nacional de entonces, dupleta administrativa que presidió inolvidable proceso de modernización y desarrollo de la comunidad laboyana".

## Los Comienzos Políticos
Tulio Rubiano, líder liberal oficialista, cedió su semanario El Debate a Plazas Alcid. Plazas. Gracias a colaboradores y en especial, a su redactor estrella, Víctor Manuel Cortés Vargas, pudo dar el golpe de opinión que necesitaba para dar comienzo a su carrera política. Plazas se dedicaba a la parte política, y Cortés Vargas, en un trabajo silencioso, a la parte jurídica. Cortés Vargas (Ángel Sierra Basto en el mundo de la poesía), fue un egregio poeta, destacado hombre leyes y letras del Huila a la sombra de Plazas.

### Víctor Manuel Cortés Vargas
En Vida y Obra del Poeta Papelípola Ángel Sierra Basto por Oliver Lis, obra que nos ofrece luces sobre dicha etapa -pág. 203-, reseña así los vínculos con el intelectual que le sirviera para despegar, mantener y defender su carrera política:
“Mi actividad judicial permitió que entre las primeras personas con las cuales tuve trato, fueran precisamente don Víctor Manuel Cortés Villoria (juez del circuito de Pitalito, exgobernador de la provincia del Sur con sede en Garzón, numerosas veces alcalde de Pitalito) y su hijo Jorge Cortés Murcia, quienes atendían una oficina que prestaba asesoría legal -por cierto bien acreditada en el sur del Departamento-. Fue ésta, mi primera aproximación a Víctor Manuel Cortés Vargas (Ángel Sierra Basto en el mundo de la poesía), compañero de travesía durante años, y copartícipe de ilusiones y anhelos periodísticos, profesionales y culturales en Neiva, y después en Bogotá, cuando el eficaz amigo prestó asesoría en mis tareas de senador de la República. / Brillante y aguda inteligencia la suya. Culto y estudioso, inconforme, inusual capacidad de trabajo y de búsqueda; un tanto bohemio, amigo solidario, y admirable miembro de familia (...) Con Víctor Cortés compartimos oficina profesional (...) Por muchas jornadas el semanario El Debate constituyó el objeto de nuestros afanes y fatigas. En su colección -desafortunadamente incompleta- reposa buena parte de su producción periodística, de inmenso valor histórico y cultural, por su riqueza conceptual y audaz originalidad. / Puedo afirmar, con entera seguridad, que Víctor Cortés, contribuyó con su inteligencia, información, experiencia y actividad, al admirable proceso cívico-cultural que se gestó y desarrolló en el Huila en los años 60 y parte de los 70 del siglo XX. Precisamente en la edición de Facetas Nº 140 de 6 de mayo de 2007, se publicó una amplia crónica suya, en la que en forma detallada se cuenta lo que ocurrió en aquellos años luminosos. La mayoría de los documentos que en esa época se produjeron: actas fundacionales, estatutos, diligenciamientos públicos y notariales, declaraciones y manifiestos, contienen muy significativos aportes suyos. / Víctor Cortés actuó en diferentes escenarios. Se destacó como cumplido servidor del Estado (...) Es probable que más adelante, intente elaborar una reseña de mi vida. De ser así, habré de ocuparme sin afanes, y más de cerca, de este notable huilense, con quien compartimos más de una ilusión, muchas fatigas, y no pocas contrariedades”.
Cortés Vargas produjo sus defensas más importantes, y producción periodística, que fueron el golpe de opinión suficiente para alcanzar los escaños políticos que darían comienzo a una carrera política exitosa.

### Semanario El Debate
En 1962 heredó de Tulio Rubiano la dirección del semanario El Debate, con el que gracias a la crónica 'Cinco Días con Embajador' de su amigo y defensor, el poeta Ángel Sierra Basto (seudónimo de Víctor Manuel Cortés Vargas), consiguió un trampolín de opinión para lanzarse como concejal de Neiva por el liberalismo oficialista.
Estos fragmentos del documento denominado OPERACIÓN HUILA publicado en la edición número 13 de EL DEBATE, de la llamada segunda época (época de Guillermo Plazas Alcid, siendo la primera como se colige, la de Tulio Rubiano), de septiembre 8 de 1962, tomados de la Vida y Obra del Poeta Papelípola Ángel Sierra Basto por Oliver Lis, obra que nos ofrece luces sobre dicha etapa -pág. 206-:
“Tulio Rubiano no fue huilense por nacimiento, pero se vinculó al Huila con afecto, con amor, con dedicación de servicio (...) fundó el semanario EL DEBATE y desde sus columnas sacudió la abulia endémica, sentó cátedra de altruismo y de civismo, motivó la conciencia política que andando los años debía ser la infraestructura de la concientización de las juventudes que vinieron. Tenía la rara cualidad -casi el don profético-, de conocer la garra, la madera, la capacidad dialéctica y el devenir o futuro actuante de las personas que trataba.
“Tulio Rubiano cedió las banderas de EL DEBATE en el año de 1962 a Guillermo Plazas Alcid. Lo hizo así depositario de una herencia de luchas, de aspiraciones, de motivaciones, de deseos de un Huila grande y dinámico, de la creación de una generación que se integrara hacia la grandeza del Huila y la superación del hombre, la sublimación de sus aspiraciones hacia lo colectivo, la cohesión de las fuerzas impulsoras del bienestar social (...) avizoró la capacidad directiva de Plazas Alcid, la midió, lo encontró capaz de ser Quijote del Ideal y Tulio Rubiano no se equivocó. Tal el antecedente de la segunda época del semanario.
“El ocho de septiembre de 1962 es fecha de singular significación para la historia del pueblo huilense, porque ese día le fue rota una vértebra a su rudo individualismo. El individualismo es la característica más acusada de la comunidad opita.
“En tal ocasión fue lanzada la edición número 13 de la segunda época, del semanario EL DEBATE. En ella apareció una carta abierta dirigida a la juventud del departamento y suscrita por la planta directiva del periódico. En ella se proponía un ambicioso programa cívico-cultural como tarea de realización inmediata de la nueva generación, particularmente de la adscrita al área profesional. El servicio a la comunidad, preferentemente en el tópico educativo, sin filiación sectaria de ninguna naturaleza, fue la característica esencial y novedosa de la Operación Huila, como que así se denominó el Movimiento Juvenil que irrumpió en el año 1962, creador de las bases fundamentales de la nueva mentalidad cívica y de actitud solidaria, que ya empieza a rendir sus espléndidos frutos en los campos de la cultura popular.
“Así argumentaban los gestores del Movimiento:
«... creemos conveniente hacer un fervoroso llamado general a las nuevas promociones para que a través de un movimiento de integración huilense, el cual habrá de edificarse sobre las sólidas bases del desinterés, la espontaneidad, la gallardía, la responsabilidad y el entusiasmo propio de las gentes nuevas».
«Sólo existe un objetivo: la superación integral del Huila. Sólo tiene un medio: la actividad permanente y constructiva de las nuevas generaciones en pos de miras concretas previamente definidas. Sólo tiene un motivo: la irrenunciable obligación social de servir a nuestros semejantes en la exacta proporción de nuestras fuerzas. Sólo tiene una retribución: la edificante satisfacción del deber cumplido».
«Por ello sugerimos y sometemos a la honrada consideración de ustedes la iniciación de un movimiento de integración huilense, suprapartidista, queremos decir, donde participen por igual los militantes de todos los credos políticos existentes. Sin consideraciones de raza, sexo, religión, posición social y económica. Sin exclusión de profesiones, especialidades y oficios. Movimiento en el cual la única condición requerida para pertenecer sea la de buscar la superación integral del Huila. Teniendo en cuenta, eso sí, que no se trata de forjar un movimiento más ni de tejer un slogan nuevo, sino de formar una auténtica conciencia de servicio civil en bien del Departamento.......» (palabras de Víctor Manuel Cortés Vargas sobre Guillermo Plazas Alcid en los estatutos del Club Cívico y la Fundación Jorge Eliécer Gaitán).

#### La Crónica 'Cinco Días con Embajador'
La crónica Cinco Días con Embajador publicada en el semanario 'El Debate' el 15 de diciembre de 1962, firmada por Bonifacio Pastrana (un seudónimo de Víctor Manuel Cortés Vargas, redactor principal de este semanario, quien tomó en la cárcel el testimonio de Jaime Torres, supuesto embajador de la India que llegó a Neiva, y lo liberó de ella, habiendo argumentado que todos los cargos que le habían imputado de robo y engaño, eran desestimables, pues la dirigencia conservadora del Huila le había hecho fastuosos regalos por una broma que probó la ingenuidad y ampulosidad de este sector representativo del pueblo 'opita'), se convirtió en expresión de una clase popular cansada de los líderes conservadores y sus valores feudales. Esta expresión popular, tomó forma en la escogencia de dos líderes liberales -opuestos al partido Conservador-: Guillermo Plazas por el oficialismo liberal, y Jaime Ucrós García por el M.R.L. (Movimiento Revolucionario Liberal).
Plazas reseña en Facetas, suplemento cultural dominical dirigido por él mismo que circula con el Diario del Huila, edición especial del 8 de agosto de 2008, sobre esta crónica:
"Sobre el Embajador de la India, se conocen tres versiones escritas: 1. La de Bonifacio Pastrana (por Víctor Cortés Vargas) que es la original, escrita en su propio escenario histórico y a escasas horas de ocurridos los acontecimientos, que reposa en El Debate; 2. La del arquitecto Eduardo Hakim Murad, publicada en su libro: Neiva, Moscú e Intermedios, en marzo de 1986 -es decir, 24 años después de la versión original-; y finalmente, la del profesor Félix Ramiro Losada Flórez, publicada en 2002 bajo el título de El Embajador de la India y Otros Cuentos. Existen diferencias entre la primera y las dos versiones posteriores: pero es evidente que estas se nutren sustancialmente de la primera. / Jorge Villamil compuso una canción titulada: El Embajador de la India, que registró igual éxito… Posteriormente, se hizo una película sobre el mismo asunto que lleva por nombre El Embajador de la India, notoriamente ceñida a la versión de Eduardo Hakim Murad, dirigida por Mario Rivera Ferreira y protagonizada por el actor Hugo Gómez, que obtuvo laureles dentro y fuera del país (...) Es en esencia, una formidable sátira social y política, que el pueblo en su momento disfrutó íntima e intensamente, porque sintió “burlados” a muchos de sus supuestos “burladores”".

## La 'Operación Huila'
Desde El Debate Guillermo Plazas Alcid, propuso crear un movimiento de integración opita, que fuera la 'Operación Huila', idea al parecer, de su amigo Víctor Manuel Cortés, quien contó con el apoyo de otras importantes inteligencias para llevarla a cabo, como Darío Silva Silva y más adelante, del grupo 'Entrada Libre'. De la Operación Huila nacerían la Fundación Jorge Eliécer Gaitán, el Centro de Recreación Popular Club Cívico del Huila, con la emisora Radio Surcolombiana, 1060 a.m. En el artículo ‘Dinámica Cívica de la Generación de los años 60’s, escrita por Víctor Manuel Cortés Vargas, y ‘Política y Civismo’, escrita por Ernesto Serrano Montenegro, de los Estatutos de la Fundación Gaitán, como también en los del Centro de Recreación Popular Club Cívico del Huila, puede leerse lo que fue la historia de esta generación ('Facetas', suplemento cultural dominical del Diario del Huila, de mayo 6 de 2007 - Reedición de la historia del semanario El Debate y la Operación Huila).

### La Fundación Jorge Eliécer Gaitán
En Facetas, 6 de mayo de 2007, pág. 6, reeditado por el historiador Oliver Lis en la biografía de Sierra Basto, se puede leer:
“El 7 de enero de 1967, en una entusiasta concentración de UNIDAD POPULAR LIBERAL, el doctor Guillermo Plazas Alcid ofreció al pueblo construir con su ayuda la CASA LIBERAL, LA CASA DEL PUEBLO (...) El 9 de enero se efectuó una reunión policlasista en la residencia de don Jorge Moncaleano Perdomo y de las deliberaciones surgió el acuerdo de proceder a la construcción de una Casa que, puesta al servicio del Pueblo Liberal, se constituyera en centro de reivindicaciones populares, lugar de ejecución de una política de servicio y sede de una dinámica orientación, información, asistencia y comunicación entre y para los diversos estamentos sociales. En esta fecha se dio el encargo de obtener de la entidad municipal la cesión de un lote de terreno donde se procediera a levantar las construcciones de la Casa Popular o Casa de la Cultura y esa misión fue cumplida exitosamente por un grupo de ciudadanos quienes obtuvieron de la Personería Municipal la cesión de la tenencia del terreno ubicado en la carrera 5ª bis con calle 22, donde hoy se levanta el edificio que es la Casa Liberal y Casa de la Fundación Jorge Eliécer Gaitán.
La voluntad unánime del Huila para que esta obra fuera realizada se consignó en el acta suscrita por casi un millar de personas el 1º. de mayo de 1967 y se ha cumplido en forma tal que hoy [entonces] los edificios e instalaciones levantan su arquitectura funcional en un edificio cuyo valor es del orden de un millón de pesos […] Aquí consolidaremos -dice- el ordenamiento hacia el progreso y la cultura populares... Aquí orientaremos los esfuerzos comunes a procurar infatigablemente la educación política del pueblo... [su sede estará] siempre abierta a los movimientos ideológicos, culturales, científicos, religiosos, artesanales, artísticos a todos los hombres y mujeres de todos los credos y razas y con la sola condición de que la difusión de las ideas se sustente en los indeclinables postulados de la buena fe y el amor a Colombia” (Fragmento del Acta de Fundación de la Casa Liberal del Huila, mayo 1º. de 1967)".
Y prosigue: "Originalmente se llamó la Casa Liberal y […] posteriormente y con el específico fin de tutelar jurídicamente los bienes populares en tal obra representados, se constituyó la Fundación Jorge Eliécer Gaitán, entidad que está canalizando un profundo cambio en la mentalidad política de la comunidad. Sus propósitos están claramente enunciados en el Acta de Fundación de la Casa Liberal y en los Estatutos de la Fundación. La Fundación Jorge Eliécer Gaitán, con personería jurídica 021 de abril de 1969, domiciliada en Neiva, es una entidad encaminada a fomentar la cultura política, cuyos fines no serán en caso alguno lucrativos y los fundadores tienen como mira conseguir la realización total del hombre procurando su estructuración al ayudarlo a obtener una cultura política y social que cada día lo haga más tolerante y respetuoso de las ideas y creencias ajenas. Esta formidable realización del pueblo huilense, particularmente del pueblo neivano, es digna del mayor encomio por la pureza democrática que la inspira y la altura de los objetivos sociales que la orienta. Su divisa: Aquí respetamos todas las ideas, es filosóficamente liberal y políticamente revolucionaria. En el breve tiempo que tiene de existencia, fue constituida en marzo de 1969, la Fundación Jorge Eliécer Gaitán puede mostrar, para satisfacción del pueblo huilense y como un significativo ejemplo para la nación colombiana, un conjunto de servicios que bien vale la pena enumerar: una escuela mixta con más de 200 alumnos pertenecientes a los barrios más proletarios de Neiva; un Centro de Capacitación Comercial, mixto y gratuito, que dirige la ejecutiva señorita Stella Paredes Polanía, una Biblioteca pública que lleva el nombre del eminente periodista y político Alberto Galindo, donde existen libros de las diversas ideologías políticas, religiosas y artísticas; un amplio salón de conferencias, en el cual periódicamente disertan personas de todas las vertientes políticas, filosóficas y religiosas con entera libertad y absoluto respeto, contando siempre con nutrida audiencia; además al servicio de la comunidad, sin discriminación alguna, existe un receptor de televisión. La sede de la Fundación se halla en construcción y dentro de sus instalaciones se tienen prospectados los siguientes servicios: consultorios médicos y odontológicos, con destino a las clases populares. Como natural complemento de estos servicios habrá una droguería comunal. Próximamente empezará a funcionar, bajo la dirección de distinguidas damas neivanas, una escuela de modistería, junto con labores artesanales afines. Posteriormente serán construidos, en su orden: una confortable cafetería y un amplio teatro al aire libre, todo con destino a la expansión del pueblo. En un futuro no muy lejano seguramente será instalada una radiodifusora y establecida una publicación periódica escrita. Para el presente año se creó por la fundación el Colegio de Bachillerato mixto, gratuito, que lleva el nombre del adalid de la lucha sindical obrera, Reynaldo Matiz, bajo la dirección del doctor Reynaldo Polanía Polanía.
Esta maravillosa obra es fruto del esfuerzo de la comunidad, que mediante aportes de dinero, materiales y mano de obra ha logrado construir para sí y para las generaciones futuras, este monumento de la cultura cívica y de la solidaridad popular, en desarrollo a un franco anhelo de superación colectiva. Se ha realizado así y se sigue realizando plenamente, la idea inicial de una Casa, propiedad del pueblo y templo donde se respetan todas las ideas, se toleran todos los credos, se instruye la base y se trabaja en forma intensa, activa y efectiva por el logro de la sociedad igualitaria”.

### El Club Cívico Popular de Neiva
En Facetas, 6 de mayo de 2007, pág. 6, reeditado por el historiador Oliver Lis en la biografía de Sierra Basto, se puede leer:
"El Primero de mayo de 1970, la Asamblea General de la Fundación Jorge Eliécer Gaitán se vio aumentada con destacadas personalidades del mundo político, de la banca, la industria, el comercio, el magisterio, el estudiantado, el obrerismo, y en tal foro el doctor Guillermo Plazas Alcid, en su carácter de Presidente de la Fundación Jorge Eliécer Gaitán expuso con amplitud, claridad y convicción la necesidad de constituir en Neiva un centro de recreación popular. A dicho acto fue especialmente invitado el destacado dirigente político doctor Rafael Azuero Manchola, quien también hizo una formidable exposición sobre el tema específico de la recreación social como justa e inevitable conquista de las masas populares, y en general los asistentes se manifestaron de acuerdo con la idea de dar vida a un centro de recreación popular, un núcleo de actividades sociales al servicio de toda la comunidad, que lime las asperezas y acorte las distancias entre los diferentes estratos sociales, e integre a las clases en el esparcimiento y la alegría. En efecto, se trata de una institución eminentemente cívica, sin ánimo de lucro, enfáticamente ajena a cualquier tipo de filiación política, religiosa, económica, social o gremial excluyente. Se inspira en el principio de que la recreación social es un derecho inherente a la criatura humana y como tal, no puede estar radicado solamente en un sector reducido de la comunidad, sino que a su pleno ejercicio tengan acceso todos los miembros de la comunidad por el solo hecho de serlo, sin más limitaciones que la de la estricta observancia de las reglas éticas universalmente aceptadas, como garantía de que el goce y disfrute sea cabal para todos los que requieran los servicios de la institución". (Fragmento tornado de la carta-circular enviada por el doctor Guillermo Plazas Alcid a los huilenses, en la cual explicaba el objeto del Club Cívico, fechada en mayo de 1970). Se creó así una entidad sin ánimo de lucro, en la que existirán cuotas de sostenimiento pero no de capitalización o dominio-propiedad, inspirada en el principio de que la recreación social es un derecho que no puede estar radicado en un solo grupo social y en que existe la necesidad universal de que todas las gentes se nivelen e igualen en el ejercicio de la expansión del espíritu y el descanso, comuniquen su efusividad y participen simultáneamente de los acontecimientos dichosos o placenteros afectos de cada persona o grupo familiar".

### La Corporación Cultural José Eustasio Rivera
Plazas refiere sobre esta historia en la edición de Facetas del 6 de mayo de 2007, págs. 4 y 5: “La primera realización concreta de la OPERACIÓN HUILA, fue la creación de la Corporación Cultural José Eustasio Rivera el 5 de diciembre de 1962, entidad que desde su nacimiento ha contribuido en forma impresionante al cambio de mentalidad de los huilenses. Al fundar los colegios de bachillerato nocturno, JOSÉ MARÍA ROJAS GARRIDO y LUIS CALIXTO LEIVA, en Neiva y Garzón, respectivamente, gratuitos y mixtos, proyectó sobre la comunidad reales posibilidades de instrucción que se han traducido en una formidable democratización de la educación media. Personas, particularmente jóvenes, que en razón de insuperables dificultades económicas les era absolutamente imposible obtener su bachillerato, lo han logrado exitosamente gracias a los servicios prestados por la Corporación Cultural José Eustasio Rivera".
El expresidente Carlos Lleras Restrepo, confirió a la Corporación Cultural José Eustasio Rivera, la medalla del mérito educativo Francisco de Paula Santander, en reconocimiento a su labor en pro de la educación popular. "Había tenido conocimiento por referencias del doctor Misael Pastrana Borrero, de este magnífico experimento que se realiza en Neiva por esta Corporación que, precisamente en estos momentos estaba diciéndole a algunos profesores, debía servir de modelo para extenderla a todo el país. Quizá más que aprovechar en doble jornada los locales existentes, si se pudiera contar con un profesorado voluntario como el que se ha organizado por medio de esta Corporación, podría llevarse a cabo una labor más intensa en materia de bachillerato y seguramente adelantada con más fervor y más constancia".
Detrás de esto reconoce estuvo su compañero Ángel Sierra Basto, como ideólogo, autor de la mayoría de las actas fundacionales, estatutos, diligenciamientos públicos y notariales, declaraciones y manifiestos.

## La ITUSCO
Con los antecedentes de los bachilleratos nocturnos públicos del Huila, creados de la mano de su amigo el poeta Ángel Sierra Basto, y con ayuda suya y del grupo Entrada Libre, conformado entre otros por el profesor de literatura Misael García, Gerardo Bermeo, Ardila, entre otros,  promovió la Ley 55 de 1968 con la cual se creó el Instituto Técnico Universitario Surcolombiano ITUSCO, y posteriormente, la Ley 13 de 1976, mediante la cual dicho Instituto se convertiría en la actual Universidad Surcolombiana, tras una discusión sobre si debería ser agraria o abrirse a otros campos, como finalmente fue.

## El Frente Popular Liberal, la Marcha del Progreso y la Carrera Política
En 1963, Plazas creó el Frente Popular Liberal, junto con Belén Gutiérrez de García, Carlos J. Iriarte y Carlos H. Rivera, y -el más tarde gobernador-, Julio Bahamón Puyo, como reacción al gobierno conservador del Departamento del Huila.
En 1964 fue elegido Diputado. Poco después fue nombrado Alcalde de la ciudad de Neiva. Es en esta etapa en la que convoca una Jornada del Ladrillo en el marco de la llamada Marcha del Progreso, en la que todos los ciudadanos de Neiva llevarían un ladrillo para la exitosa construcción del Estadio Guillermo Plazas Alcid de Fútbol de la ciudad. En 1975 es por segunda vez alcalde de Neiva. Plazas refiere en la edición de Facetas del 6 de mayo de 2007, págs. 4: “Fue así como se organizó la MARCHA DEL PROGRESO, soberbia gesta cívica recordada popularmente como „La Jornada del Ladrillo‟, que se verificó el sábado 18 de julio de 1964 y que consistió en una multitudinaria y alegre movilización ciudadana con el propósito de desfilar portando donativos en dinero o materiales para la construcción del estadio desde el Parque de Santander‟ hasta el sitio donde se encuentra el campo de fútbol (...) Tal fue el desarrollo de la OPERACIÓN HUILA en cuanto a la construcción del Estadio Guillermo Plazas Alcid de la ciudad de Neiva. El estadio en esta forma construido, sirvió, en primer término, para sostener un equipo semiprofesional, el cual mantiene vivos la afición deportiva y específicamente el interés por el fútbol y en segundo lugar la existencia de este estadio motivó y constituyó la base de la argumentación para solicitar, defender y finalmente alcanzar las aspiraciones de Neiva como sede de los XI Juegos Atléticos Nacionales a reali-zarse en 1978".
En 1966, Representante a la Cámara, y también para los períodos de 1968 y 1970. En 1974, Senador, y por segunda vez en 1978, ocupando la Presidencia del órgano legislativo, teniendo como secretario privado a Ángel Sierra Basto, con quien se deterioran las relaciones cuando busca una alianza por la UP, y el presidente Turbay lo saca del país, encargándolo de la embajada ante la Unión Soviética (de 1979 a 1981, y de 1989 a 1990), para dejarle el campo libre en el Huila a su sobrino, el aspirante al Senado, Jorge Géchem Turbay, advertencia que le hizo su amigo y secretario privado Víctor Manuel Cortés, desestimándola, y causa de la ruptura de sus relaciones. En 1988, siendo Senador de la República, fue nombrado Ministro de Justicia, más tarde miembro de la Asamblea Nacional Constituyente de 1991, y, de nuevo, Senador de la República. Fue embajador en Honduras de 1992 a 1993 y en Nicaragua, de 1997 al 2000. Como alcalde de Neiva, nuevamente en 1994, adelantó la construcción de un nuevo acueducto para el oriente de la ciudad, el intento de recuperación del Río del Oro, y la construcción del Centro Comercial Los Comuneros y de Mercaneiva, con una grave situación de descontento público, por tratar de organizar los vendedores más pobres de la ciudad, poniendo en reemplazo suyo a Gustavo Penagos Perdomo, quien poco después de dicha administración, tras sacar a los vendedores ambulantes para reubicarlos en el centro comercial con una deuda, sería asesinado; muchas familias sufrieron en este polémico cambio progresista. En la administración Plazas fueron declaradas cinco mil hectáreas reserva forestal del municipio, y también se publicaron obras como la historia de Los Papelípolas, a cargo del historiador Delimiro Moreno.